# Johann Friedrich Pierer
Johann Friedrich Pierer (* 22. Januar 1767 in Altenburg; † 21. Dezember 1832 ebenda) war ein deutscher Arzt, Verleger und Lexikograf.

## Leben
Geboren als Sohn eines Hofadvokaten und Stadtsyndikus, besuchte er das Gymnasium und bezog mit 16 Jahren die Universität Jena. Dort widmete er sich zunächst einem Studium der Rechte, schwenkte um zu einem Studium der Medizin in Jena, Erlangen, Berlin, Wien, Straßburg sowie Göttingen und promovierte in seinem 21. Lebensjahr zum Doktor der Medizin. 1790 ließ er sich als praktischer Arzt in seiner Heimat nieder, wurde Landphysikus und als Lehrer am Anatomischen Institut ernannt.
1798 begann Pierer mit der Herausgabe der Medizinischen Nationalzeitung für Deutschland, die großen Anklang fand. 1799 erstand er die Richterische Offizin. 1801 begründete er ein eigenes buchhändlerisches Geschäft unter der Firma Literarisches Comptoir, vervollständigte seine medizinische Zeitschrift und begann mit der Herausgabe eines großen medizinischen Realwörterbuches. 1816 trat Pierer sein buchhändlerisches Geschäft an Friedrich Arnold Brockhaus ab.
In Altenburg gewann Pierer für die von ihm betriebene Hofbuchdruckerei Johann Ludwig Choulant als Mitarbeiter.
1821 kaufte Pierer das Realwörterbuch wieder zurück und errichtete mit Hilfe seines inzwischen ins Geschäft eingetretenen Sohnes Heinrich August Pierer wiederum eine Verlagshandlung unter dem Namen Literatur-Comptoir, deren Leitung er fast ganz dem Sohn überließ. 1823 ging das Hahn-Binzersche Encyklopädie Wörterbuch der Künste, Wissenschaften und Gewerbe (später Pierer's Konversations Lexikon) aus dem Konkurs des ersten Verlegers Hahn in Altenburg an ihn über. Bis zum Tode des inzwischen zum Obermedizinalrat ernannten Hofrats Pierer waren 15 Bände erschienen.
Pierer war 16 Jahre lang Meister vom Stuhl der Freimaurerloge Archimedes zu den drei Reißbretern in Altenburg.

## Ehrung
Im Jahr 2000 wurde der Berufsbildenden Schule für Gewerbe und Technik in Altenburg der Ehrenname „Johann Friedrich Pierer“ verliehen. Die Verleihung des Ehrennamens stellt eine Würdigung des Lebens und Wirkens J. F. Pierers in der Stadt und Region Altenburg dar.